# Lady (Sangiovanni)
Lady è un singolo del cantante italiano Sangiovanni, pubblicato il 20 gennaio 2021 come secondo estratto dal primo EP eponimo.

## Descrizione
Il brano, a poche ore dall'uscita, ha raggiunto piena popolarità sulla piattaforma TikTok.

## Tracce
Testi e musiche di Alessandro La Cava.
1. Lady – 2:36

## Classifiche

### Classifiche settimanali
| Classifica (2021) | Posizione massima |
| ----------------- | ----------------- |
| Italia            | 2                 |

### Classifiche di fine anno
| Classifica (2021) | Posizione |
| ----------------- | --------- |
| Italia            | 9         |